# Santo Antônio do Tauá
Santo Antônio do Tauá, aussi appelé Santo Antônio est une ville du Brésil se trouvant au nord du pays.